# Sandro Tonali
Sandro Tonali (Lodi, 8 mei 2000) is een Italiaans voetballer die doorgaans als defensieve middenvelder speelt. Hij verruilde AC Milan in juli 2023 voor Newcastle United. Tonali debuteerde in 2019 in het Italiaans voetbalelftal.

## Clubcarrière
Tonali speelde in de jeugd bij Piacenza en Brescia. Op 26 augustus 2017 debuteerde hij in de Serie B tegen US Avellino. Op 26 april 2018 maakte hij zijn eerste competitietreffer tegen US Salernitana 1919. In zijn eerste seizoen maakte Tonali twee doelpunten in negentien competitieduels. Op 22 augustus 2018 werd zijn contract verlengd tot medio 2021 met een optie voor een extra seizoen. In het seizoen 2018/19 wist hij met Brescia te promoveren naar de Serie A, waar hij op 25 augustus 2019 zijn debuut maakte in een 0-1 overwinning op Cagliari. Zijn eerste Serie A doelpunt volgde op 26 oktober van dat jaar, een vrije trap in een 3-1 nederlaag tegen Genoa CFC.
Op 9 september 2020 maakte AC Milan bekend Tonali in huis te halen, in eerste instantie op huurbasis. De rood-zwarte club uit Milaan betaalde tien miljoen euro voor de huurperiode van de Italiaans international en bedong daarbij een optie tot koop ter waarde van vijftien miljoen euro. Door variabele bonussen kon het totale bedrag voor Brescia nog oplopen met tien miljoen euro. Brescia had bovendien een doorverkooppercentage van tien procent in het akkoord met de Milanezen opgenomen. AC Milan nam Tonali in juli 2021 definitief over. Hij was inmiddels uitgegroeid tot basisspeler en bleef dat ook de volgende twee seizoenen. Tonali speelde in 2021/22 en 2022/23 zeventig competitiewedstrijden voor AC Milan, waarvan 61 vanaf de aftrap. Hij behoorde in seizoen 2021/22 tot de kern van spelers die de club voor het eerst in elf jaar weer landskampioen maakte. In het daaropvolgende seizoen was hij een vaste waarde in het team dat tot de halve finale van de UEFA Champions League kwam.
Tonali liet de Serie A in juli 2023 achter zich en tekende een contract tot medio 2029 bij Newcastle United. Dat betaalde 70 miljoen euro voor hem aan AC Milan. Daarmee werd hij de duurste aankoop ooit voor Newcastle, de hoogste verkoop ooit voor AC Milan én de duurste Italiaanse speler ooit.
In oktober 2023 lekte uit dat Tonali meerdere malen gegokt heeft op wedstrijden van AC Milan toen hij deel uitmaakte van hun selectie, maar niet meespeelde. Op 26 oktober 2023 werd bekendgemaakt dat hij 10 maanden geschorst wordt van nationaal en internationaal voetbal.

## Clubstatistieken
| Seizoen     | Club             | Competitie     | Competitie | Competitie | Beker | Beker | Internationaal | Internationaal | Totaal | Totaal |
| Seizoen     | Club             | Competitie     | Wed.       | Dlp.       | Wed.  | Dlp.  | Wed.           | Dlp.           | Wed.   | Dlp.   |
| ----------- | ---------------- | -------------- | ---------- | ---------- | ----- | ----- | -------------- | -------------- | ------ | ------ |
| 2017/18     | Brescia          | Serie B        | 19         | 2          | 0     | 0     | —              | —              | 19     | 2      |
| 2018/19     | Brescia          | Serie B        | 34         | 3          | 0     | 0     | —              | —              | 34     | 3      |
| 2019/20     | Brescia          | Serie A        | 35         | 1          | 1     | 0     | —              | —              | 36     | 1      |
| 2020/21     | → AC Milan       | Serie A        | 25         | 0          | 1     | 0     | 11             | 0              | 37     | 0      |
| 2021/22     | AC Milan         | Serie A        | 36         | 5          | 3     | 0     | 6              | 0              | 45     | 5      |
| 2022/23     | AC Milan         | Serie A        | 34         | 2          | 2     | 0     | 12             | 0              | 48     | 2      |
| 2023/24     | Newcastle United | Premier League | 0          | 0          | 0     | 0     | 0              | 0              | 0      | 0      |
| Club totaal | Club totaal      | Club totaal    | 183        | 13         | 7     | 0     | 29             | 0              | 219    | 13     |

Bijgewerkt op 24 juni 2023.

## Erelijst
| Kampioen Serie A | 1x | 2021/22 |

## Interlandcarrière
Tonali maakte deel uit van verschillende Italiaanse nationale jeugdelftallen. Hij debuteerde op 15 oktober 2019 onder bondscoach Roberto Mancini in het Italiaans voetbalelftal, in een met 0–5 gewonnen EK-kwalificatiewedstrijd in en tegen Liechtenstein. Hij kwam die dag in de 74e minuut in het veld voor Federico Bernardeschi.